# 井上敏明
井上 敏明（いのうえ としあき、1951年（昭和26年）1月3日 - 1993年（平成5年）2月28日）は日本の三段跳選手。元日本記録保持者。

## 略歴・人物
1951年（昭和26年）に岐阜県加茂郡川辺町に生まれる。法政大学を卒業し、日立製作所に入る。
陸上競技の三段跳の選手で、日本選手権では通算4度の優勝をする。1972年（昭和47年）に鹿児島国体で16.67メートルを跳び日本記録を更新する。
1972年（昭和47年）にミュンヘンオリンピック、1976年（昭和51年）にモントリオールオリンピックに日本代表として出場する。
ミュンヘンオリンピックでは15.88メートルを跳び12位に入る。
1993年（平成5年）2月28日に農作業中の事故により死去、42歳。